# Louis Bertrand (écrivain)
Pour les articles homonymes, voir Louis Bertrand et Bertrand.
Louis Marie Émile Bertrand, né à Spincourt (Meuse) le 20 mars 1866 et mort au Cap d'Antibes le 6 décembre 1941, est un romancier et essayiste français.

## Biographie
Louis Bertrand est le fils de Ferdinand-Nicolas Bertrand, greffier de la justice de paix, et d'Émilie-Delphine Guilminot.
Après ses études à Paris à l'École normale supérieure de 1885 à 1888, il est nommé au lycée d’Aix-en-Provence où il réussit l'agrégation de lettres classiques en juin 1889. Il a pour élève le futur poète Joachim Gasquet. Il est ensuite nommé au lycée de Bourg-en-Bresse, où il reste deux années, puis dans divers établissements d’Alger — dont le grand lycée d'Alger — de 1891 à 1900. Il y obtient le diplôme de docteur ès Lettres en 1897.
Ardemment dreyfusard, il évolue par la suite à droite et se convertit au catholicisme.
Il s'insère difficilement dans l'institution scolaire ; on raconte qu'un jour il interdit l'accès de sa classe à son proviseur sous prétexte que celui-ci ne portait pas la tenue d'apparat exigée par un vieux règlement et qu'il traita de haut l'inspecteur général envoyé sur ces entrefaites.
Sa désinvolture lui vaut d'être déplacé en 1901 au lycée de Montpellier, mais il démissionne bientôt pour se consacrer à la littérature, vers laquelle il se tournait de plus en plus depuis 1897.
Son séjour en Algérie de 1891 à 1900 a nourri l'inspiration d'une partie de son œuvre abondante, aujourd'hui tombée dans l'oubli.
Louis Bertrand a été l'ami de Caroline Commanville, nièce de Gustave Flaubert, qui avait hérité de son oncle sa propriété de Croisset avec la bibliothèque de l'écrivain et son cabinet de travail. Ils se sont connus lorsque Caroline Commanville s'est installée en 1893 sur la Côte d'Azur, où résidait Louis Bertrand. Elle lui communique puis lègue ses livres et archives à sa mort en 1931. Mais cette succession est difficile, et, malgré les efforts de Bertrand pour éviter la dispersion, le fisc fait une évaluation exorbitante du legs qui lui interdit malgré tout de le conserver ; il décide alors, en 1936, de le céder à l'Institut de France. 
Bertrand, admirateur de Flaubert, écrit ainsi sur l'auteur de Madame Bovary deux ouvrages.
Louis Bertrand est élu à l’Académie française en 1925 au fauteuil de Maurice Barrès, dont il prononce un éloge qu'une partie de la presse jugea trop tiède, déclenchant une polémique. Il est également membre de l'Académie de Stanislas. Nommé chevalier de la Légion d'honneur par décret du 25 janvier 1912 il est promu officier du même ordre par décret du 12 janvier 1935. Ces décorations lui sont remises par le même ami, Pol Neveux, de l'Académie Goncourt, les 20 février 1912 et 29 juin 1935.
À Paris, il « habitait l'immeuble qui jouxte l'hôtel Baignères au 42, rue du Général-Foy. C'était un homme de lettres et uniquement un homme de lettres, phénomène qui n'était pas rare. Cet état s'accompagnait, chez Louis Bertrand, d'une grande vanité et de convictions idéologiques furieuses. ». À ce titre, son roman paru en 1907, L'Invasion, décrit une Marseille submergée par l'immigration italienne. 
Resté célibataire, il habita aussi au 183, rue de l'Université et possédait une propriété à Antibes (« La Solle », chemin de Rostagne).
En 1936, la parution de son essai biographique Hitler suscite la polémique, l'écrivain dresse un portrait louangeur du maître du Troisième Reich. Reprenant à son compte la vision raciale du nazisme, ce passionné de l'Orient islamique verse dans l'antisémitisme au nom de la lutte contre le bolchevisme. Toutefois, affecté par la défaite de son pays, sous l'Occupation, Louis Bertrand vit retiré et ne participe pas au débat public. Et ce, jusqu'à son décès intervenu le 6 décembre 1941.
En 1962, Pierre Marot cite sa phrase sur Jeanne d'Arc : « Elle appartient au monde des âmes, par sa soif du ciel et sa nature angélique ».

## Distinctions
- Officier de la Légion d'honneur (1935).

## Publications

### Romans
- Le Sang des races, Éd. Ollendorff, 1899[11] - rééditions : chez le même éditeur en 1920, "édition complète revue et corrigée" ; Éditions L'Harmattan, 306 p., 2016.
- La Cina, Éd. Ollendorff, 1901 ; rééd. Éditions Marivole, 392 p., 2015.
- Le Rival de Don Juan, Éd. Ollendorff, 1903.
- Pépète le bien-aimé, Éd. Ollendorff, 1904 (réédité chez le même éditeur en 1920 sous le titre Pépète et Balthazar).
- L'Invasion, Bibliothèque Charpentier, 1907[12], prix Montyon de l’Académie française en 1908.
- Les Bains de Phalère, Éd. Fayard, 1910.
- Mademoiselle de Jessincourt, Éd. Fayard, 1911 (réédition éditions des Paraiges, 2015).
- La concession de Madame Petitgand, Éd. Fayard, 1912.
- Sanguis martyrum, Éd. Fayard, 1918, rééd. Via Romana, 2016.
- L'Infante, Éd. Fayard, 1920.
- Cardenio. L'homme aux rubans couleur de feu, Éd. Ollendorff, 1922.
- Une destinée (1), Jean Perbal, Éd. Fayard, 1925.
- Une destinée (2), Une nouvelle éducation sentimentale, Éd. Fayard, 1928.
- Le Roman de la Conquête (1830), Éd. Fayard, 1930.
- Une destinée (3), Hippolyte porte-couronnes, Éd. Fayard, 1932.
- Une destinée (4), Sur les routes du Sud, Éd. Fayard, 1932.
- Une destinée (5), Mes années d'apprentissage, Éd. Fayard, 1939.
- Une destinée (6), Jérusalem, Éd. Fayard, 1939.

### Essais, ouvrages historiques, biographiques et critiques
- La fin du classicisme et le retour à l’antique dans la seconde moitié du XVIIIe siècle et les premières années du XIXe siècle en France, Hachette 1897.
- Le Jardin de la mort, Éd. Ollendorff, 1905.
- La Grèce du soleil et des paysages, Bibliothèque Charpentier, 1908 ; réédition définitive, illustrations de Louis Rennefer gravées par Eugène Dété, chez Georges Boutitie, 1920.
- Le Mirage oriental, Librairie académique Perrin, 1910.
- Le Livre de la Méditerranée, Éd. Grasset, 1911 (édition définitive en 1923), prix Alfred-Née de l’Académie française en 1911.
- Gustave Flaubert (avec des fragments inédits), Mercure de France, 1912.
- Saint Augustin, Éd. Fayard, 1913 ; rééd. Via Romana, 2013[13].
- Les plus belles pages de saint Augustin, Éd. Fayard, 1916.
- Le Sens de l'ennemi, Éd. Fayard, 1917.
- Flaubert à Paris ou le mort vivant, Éd. Grasset, 1921.
- Sur le Nil, Les Amis d'Édouard, 1921.
- Les villes d'or. Algérie et Tunisie romaines, Éd. Fayard, 1921.
- Autour de saint Augustin, Éd. Fayard, 1921.
- Louis XIV, Éd. Fayard, 1923 ; rééd. Via Romana, 377 p., 2018.
- Louis Bertrand : Louis XIV et ses médecins ; In La Revue universelle. Tome XIV, 1er juillet 1923, Jacques Bainville, directeur.
- La Vie amoureuse de Louis XIV, Éd. Flammarion, 1924.
- Les journées du grand roi, Éd. Flammarion, 1925.
- Devant l’Islam, Éd. Plon, 1926.
- Ma Lorraine, souvenirs et portraits, A. Delpeuch, 1926.
- Sainte Thérèse, Éd. Fayard, 1927 ; rééd. Via Romana, 2015.
- Idées et portraits, Éd. Plon, 1927.
- Les grands aspects du paysage français, A. Delpeuch, 1928.
- Philippe II à l'Escorial, L'Artisan du Livre, 1929.
- " La Méditerranée ", photographies de Fred. Boissonnas, aquarelles de Marius Hubert-Robert, Éditions Alpina, Paris, 1929.
- Philippe II, une ténébreuse affaire, Éd. Grasset, 1929.
- Histoire de Napoléon, illustrations d’Albert Uriet, Éd. Mame, 1929.
- Au bruit des fontaines d’Aix-en-Provence, Émile Hazan, 1929.
- Nuits d’Alger, lithographies d'André Suréda, Éd. Flammarion, 1929.
- D’Alger la romantique à Fez la mystérieuse, Éd. des Portiques, 1930.
- Font-Romeu, Éd. Flammarion, 1931.
- Histoire d’Espagne, Éd. Fayard, 1932.
- Le livre de consolation, Éd. Fayard, 1933.
- La Riviera que j’ai connue, Éd. Fayard, 1933.
- Africa, Éd. Albin Michel, 1933.
- Vers Cyrène, terre d’Apollon, Éd. Fayard, 1935.
- Celle qui fut aimée d’Augustin, Éd. Albin Michel, 1935.
- Hitler, Éd. Fayard, 1936.
- L’Espagne, Éd. Flammarion, 1937.
- La Lorraine, Éd. J. de Gigord, 1937.
- Alger, Éd. Fernand Sorlot, 1938.
- Lamartine, Éd. Fayard, 1940.
- Jardins d’Espagne, Éd. Aubanel, 1940.
- Un grand Africain : le maréchal de Saint-Arnaud, Éd. Fayard, 1941.